# 사랑의 전설

《사랑의 전설》은 2000년 3월 6일부터 2000년 5월 23일까지 방송했던 SBS 월화 드라마였는데 비중 있는 연기자, 역량 있는 작가, 섬세한 연출력의 세 박자를 갖추었으나 드라마의 기본 구조라 할 수 있는 갈등이 눈에 띄지 않았다.
게다가, 불륜을 사랑으로 포장했다는 비판이 있었으며 그 결과 동시간대 MBC 월화 드라마 《허준》의 아성을 넘지 못했다.

## 제작진

### 동시 녹음
- 류영훈

### 기획
- 이종수

### 극본
- 박예랑

### 연출
- 최문석

## 등장 인물
- 최민수 : 한민석 역
- 황신혜 : 정영희 역
- 김상중 : 최정환 역
- 이승연 : 이지혜 역
- 사미자 : 정환 어머니 역
- 김용건
- 김창숙 : 영희 어머니 역
- 천호진 : 정영석 역
- 견미리
- 추자현 : 최경진 역
- 최준용
- 홍성숙
- 이상은
- 장은비
- 김미희
- 권오영
- 김성훈
- 방경림
- 고미영
- 김영철
- 조선주
- 조권탁
- 원숙희
- 이다연
- 하승리

## 참고 사항
- 극 중 정영희 역으로 나온 황신혜는 박예랑 작가 전작 MBC 월화 드라마 《마지막 전쟁》에서 한지수 역으로 낙점됐으나 영화 《주노명 베이커리》 촬영 때문에 고사했고 당시 황신혜 자리에는 심혜진이 대타로 들어갔다[2].